# Volo TWA 841 (1979)
Il volo TWA 841 era un volo passeggeri regionale dall'Aeroporto Internazionale John F. Kennedy di New York, New York in direzione dell'aeroporto internazionale di Minneapolis-Saint Paul a Minneapolis, Minnesota. Il 4 aprile 1979, intorno alle 21:48 Eastern Standard Time (01:48 UTC), mentre sorvolava Saginaw, Michigan il Boeing 727-31 iniziò un brusco rollio non voluto a destra, e successivamente entrò in una picchiata a spirale. I piloti furono in grado di riprendere il controllo dell'aereo ed effettuarono con successo un atterraggio d'emergenza all'aeroporto di Detroit.

## L'incidente
Alle 20:25 EST, Il volo TWA 841 partì dall'Aeroporto Internazionale John F. Kennedy dopo un ritardo di 45 minuti a causa del traffico congestionato. Dopo aver percorso quasi 540 miglia (870 km), durante una crociera a 39.000 piedi (12.000 m) vicino alla città di Saginaw, Michigan, il comandante Harvey "Hoot" Gibson dichiarò che l'aereo stava operando con il pilota automatico in modalità "Altitude Hold", quando iniziò un ripido rollio a destra. L'equipaggio scollegò immediatamente l'autopilota e cercò di riportare l'aereo in assetto al livello delle ali. Nonostante tutti gli sforzi dei piloti, l'aereo andò fuori controllo, picchiando di circa 34.000 piedi (10.000 m) in soli 63 secondi. Nel corso della picchiata, l'aereo rollò di 360° per 2 volte facendo superare il limite di 1 Mach alla struttura del 727.
I piloti ripresero il controllo a circa 5.000 piedi (1.500 m), dopo che estesero il carrello d'atterraggio nel tentativo di rallentare l'aereo. Il Boeing subì danni strutturali sostanziali, ma riuscì ad effettuare un atterraggio d'emergenza all'Aeroporto Metropolitano di Detroit-Contea di Wayne nel Michigan alle 22:31 EST senza ulteriori problemi. Non ci fu alcun decesso tra gli 82 passeggeri e i 7 membri dell'equipaggio. Otto passeggeri riportarono ferite di poco conto causate dalle potenti forze gravitazionali.

## Le indagini
Il National Transportation Safety Board (NTSB) indagò sull'incidente, conducendo quella che all'epoca fu la più lunga indagine sull'incidente nella storia dell'NTSB. Nel suo rapporto finale, pubblicato nel giugno 1981, l'NTSB concluse che la probabile causa dell'incidente fu il guasto meccanico di un flap sotto manipolazione inappropriata, unito a una manovra prematura del Comandante.
Tra i danni scoperti dopo l'incidente, gli investigatori videro che mancava lo slat n° 7 dal bordo d'attacco dell'ala destra. Chiesero al produttore dell'aeromobile, la Boeing, di ispezionare il resto del sistema degli slat, inclusa una parte del cilindro dell'attuatore (il motore che muove lo slat e lo tiene in posizione). Boeing stabilì che lo slat n° 7 si era guastato perché gli ipersostentatori si erano estesi mentre l'aereo volava a velocità di crociera. Stabilirono che era "impossibile" che potessero estendersi senza toccare i controlli.
Dopo aver eliminato tutte le cause individuali e combinate di guasto meccanico, l'NTSB stabilì che i piloti avevano toccato i comandi flap/slat in modo inappropriato. Gli investigatori credevano che i piloti di 727 (in generale, e questo volo in particolare) impostassero i flap del bordo d'uscita a due gradi durante il volo di crociera ad alta quota, mentre allo stesso tempo tiravano l'interruttore degli slat in modo da impedirne l'attivazione. Si diceva che questa configurazione comportasse un aumento della portanza senza aumento della resistenza aerodinamica, consentendo così una velocità maggiore, per raggiungere altezze più elevate con una riduzione del consumo di carburante. Flap e slat dovevano essere dispiegati solo a basse velocità durante il decollo o l'atterraggio.
L'equipaggio, il comandante Harvey Glenn "Hoot" Gibson, il primo ufficiale Jess Scott Kennedy e l'ingegnere di volo Gary Nelson Banks, negarono che le loro azioni avessero estenso dei flap:
(Comandante Harvey Gibson)
L'equipaggio suggerì invece che un attuatore sullo slat n° 7 si fosse guastato, causandone il dispiegamento involontario, ma l'NTSB non lo ritenne probabile e attribuì l'estensione dei flap alle azioni deliberate dell'equipaggio. I piloti affermarono che guasti del genere si erano verificati su altri 727, prima e dopo questo incidente. Il rapporto finale rilevava che tra il 1970 e il 1973 erano stati segnalati 7 casi separati che coinvolgevano un'unica estensione e separazione degli slat del bordo d'attacco, ma nessuno di questi rapporti indicava se la loro estensione fosse dovuta o meno al coinvolgimento dell'equipaggio di condotta. I registri archiviati dopo il 1974 includevano queste informazioni e (a parte il volo 174) vennero segnalati solo due problemi di estensione degli slat tra il 1974 e la chiusura delle indagini dell'NTSB nel 1981, uno dei quali fu inavvertitamente causato dall'equipaggio di condotta.
L'equipaggio di condotta testimoniò di non aver azionato i flap e l'NTSB scrisse nel rapporto che "se i ricordi dell'equipaggio di condotta sono accurati", l'estensione dello slat deve essere stata causata da un guasto o da un difetto meccanico. Tuttavia, alla fine, l'NTSB concluse che l'equipaggio di condotta stava probabilmente tentando di utilizzare il 2º di flap a velocità di crociera:
Quando si ordinò la retrazione degli slat, il numero 7 non si ritrasse, causando il rollio non comandato a destra.
Il Comandante Gibson impugnò le conclusioni dell'NTSB, prima dinanzi all'NTSB stesso e poi alla Corte d'Appello del Nono Circuito degli Stati Uniti. Entrambe le istanze furono respinte: la prima per mancanza di nuove prove, e la seconda per incompetenza a causa della "discrezione insindacabile" dell'NTSB.
L'aereo fu riparato e rimesso in servizio nel maggio 1979.

## Il registratore di voci in cabina di pilotaggio
L'aereo era equipaggiato con un Cockpit Voice Recorder (CVR) Fairchild Industries Modello A-100. Tuttavia, 21 minuti del nastro, della durata massima di 30 minuti, erano vuoti. I test sul CVR nell'aeromobile non rivelarono discrepanze nei sistemi elettrici e di registrazione del CVR. Quanto registrato nella scatola nera può essere cancellato per mezzo della funzione di cancellazione totale sul pannello di controllo che controlla il CVR situato dietro i piloti. Questa funzione può essere attivata solo dopo che l'aereo è a terra con il freno di stazionamento inserito. In una deposizione presa dal Safety Board, il comandante Gibson dichiarò che di solito attiva la funzione di cancellazione sul CVR alla conclusione di ogni volo per precludere un uso inappropriato delle conversazioni registrate. Tuttavia, in questo caso, non riusciva a ricordare di averlo fatto.}} L'NTSB scrisse la seguente dichiarazione nel rapporto sull'incidente:

## Nella cultura di massa
Questo incidente è stato oggetto di uno speciale della CBS di 44 minuti intitolato "The Plane That Fell From The Sky". Lo speciale vinse un Peabody Award nel 1983.
L'incidente è stato anche mostrato nel secondo episodio, dal nome Terrore in Michigan, della ventiduesima stagione del programma canadese Indagini ad alta quota

## Critiche all'indagine
Nel libro Emergency: Crisis In the Cockpit, Stanley Stewart, un pilota professionista, sollevò alcune domande sui risultati dell'NTSB:
- Stewart suggerisce che l'equipaggio non sarebbe stato in grado di cancellare il CVR poiché l'aereo doveva essere completamente spento e a terra. Secondo Stewart, il danno avrebbe dovuto significare che i computer non riconoscevano l'aereo come completamente atterrato (pagina 217).
- Suggerisce che ci siano stati altri incidenti di 727-200 con estensioni degli slat non comandate negli anni precedenti e successivi all'incidente (pagina 224).
- L'equipaggio di condotta sapeva che l'aereo era potenzialmente instabile a 39.000 piedi. Stewart riteneva improbabile che avrebbero "scherzato" con i controlli e rischiato la stabilità dell'aereo (pagina 221).